# Chieko Hosokawa
Chieko Hosokawa (細川智栄子?, Hosokawa Chieko; Osaka, 1º gennaio 1935) è una fumettista giapponese.
Debuttò come mangaka nel 1958 con la storia breve Kurenai no Bara pubblicata su Shojo Club.
È nota al grande pubblico principalmente per le vicende di Ōke no monshō che iniziò nel 1976 e che è ancora in corso.

## Stile
La longevità della Hosokawa come autrice conferisce al suo stile un sapore un po' datato e rétro e anche le sue scelte narrative risultano oggi un po' sorpassate da altre più di tendenza. Il suo disegno presenta molti canoni del manga degli anni sessanta con personaggi esili dalle teste molto grandi, occhi grandi ed espressivi, menti e tratti appuntiti e un gran uso dei dettagli. Le sue scelte si concentrano principalmente in ambientazioni storiche o fantasy.

## Opere
- Nakuna parikko (1963): 3 volumi
- Akogare (1968): 5 volumi
- Ai no izumi (1970): 5 volumi
- Attention Please (1970): 2 volumi
- Maboroshi no hanayome (1972): volume unico
- Kuroi bishō (1974): 4 volumi
- Cinderella no mori (1975): 3 volumi
- Venice no koi (1975): volume unico
- Ōke no monshō (1975): 61 volumi in corso
- Hai! Yume desu (1977): volume unico
- Hakushaku reijō (1979): 12 volumi

## Curiosità
Saltuariamente collabora con la sorella, che si firma Fumin, per la realizzazione delle serie.